# Фогель, Ян Янович
Ян Янович Фогель (24 декабря 1898 — 9 июля 1944) — советский военачальник, участник Великой Отечественной войны, Герой Советского Союза (10.04.1945, посмертно). Генерал-майор (3.06.1944).

## Биография
Родился 24 декабря 1898 года в селе Дурэ Вольмарского уезда Лифляндской губернии. Латыш. Окончил 2 класса «министерского училища». Работал грузчиком, ремонтным рабочим на железной дороге. Получил образование учителя в Вольмарской семинарии. В 1914 году вступил в ряды РСДРП(б). Вёл активную большевистскую работу ещё задолго до Февральской революции под партийной кличкой «Асмине».
С февраля по ноябрь 1917 года служил в Русской императорской армии, рядовой в 7-м и в 5-м Латышских запасных стрелковых полков. В разгар революционных событий 1917 года действовал в своём полку очень активно, создал организацию большевиков, был избран председателем ротного солдатского комитета и членом полкового солдатского комитета. После Октябрьской революции в октябре 1917 года включён в революционный комитет 12-й армии Северного фронта.
В декабре 1917 года покинул полк и вступил в отряд Красной гвардии при ЦК большевиков Латвии. В феврале 1918 года направлен в Москву, где служил сотрудником (переписчиком) отдела формирования Центрального штаба Красной гвардии. С апреля 1918 года — . Первоначально на работе в ВЧК, где сразу стал адъютантом председателя ВЧК Ф. Э. Дзержинского, участвовал в подавлении левоэсеровского выступления в Москве, а затем в следствии по факту этого выступления. С декабря 1918 года — представитель ВЧК — ВЦИК по Вологодской губернии, с января 1919 года — следователь по особо важным делам Особого отдела ВЧК. С сентября 1919 года — заместитель начальника особого отдела 14-й армии Южного фронта. На фронте заболел тифом, в апреле 1920 года был эвакуирован в Москву.
После выздоровления в июне 1920 года назначен военкомом Ганжинского полка, но в конце июля снят с должности. Был зачислен в состав конской закупочной комиссией, в одной из поездок заболел малярией, лечился в госпитале в Пятигорске. С сентября 1920 года находился на политической работе — начальник политбюро городов Карачай и Кисловодск, с января 1921 — Георгиевского района Пятигорской губернии. Принимал участие в Гражданской войне в России на Западном, Северном, Южном и Кавказском  фронтах.
После окончания войны с сентября 1921 года Я. Я. Фогель — начальник секретного отдела территориальной губернской ЧК, но через полгода окончательно переведён в Красную Армию. С марта 1922 года он служил в 6-й Чонгарской кавалерийской дивизии 1-й Конной армии Северо-Кавказского военного округа: командир эскадрона 32-го кавалерийского полка, комиссар дивизионной кавалерийской школы младшего комсостава, комиссар 35-го кавалерийского полка, секретарь дивизионной партийной комиссии. С мая 1924 года — помощник военкома 7-й кавалерийской дивизии (Западный военный округ, управление дивизии — Минск), с августа — исполнял обязанности военкома сначала 2-й кавалерийской дивизии (Уральский военный округ), затем 4-й кавалерийской дивизии (Ленинградский военный округ). В сентябре 1926 года направлен на учёбу на Ленинградские военно-политические курсы имени Ф. Энгельса, которые окончил через год и в сентябре 1927 года вернулся в 6-ю Чонгарскую кавалерийскую дивизию на должность военкома. С сентября 1928 года — военком Одесской кавалерийской школы Украинского военного округа.
С августа 1931 года по ноябрь 1933 года — на учёбе в Военной академии РККА имени М. В. Фрунзе, по окончании которой назначен командиром 9-й Донской стрелковой дивизии (Северо-Кавказский военный округ). В 1934 году переведён командиром 38-й стрелковой дивизии этого же округа. В предвоенный период избирался делегатом XIV и XV съездов ВКП(б), а также членом ЦК ВКП(б) БССР (1927—1928).
В феврале 1938 года комбриг Я. Я. Фогель был арестован органами НКВД СССР. 6 мая 1941 года дело комбрига Фогеля было рассмотрено военным трибуналом Северо-Кавказского военного округа, который полностью оправдал его. Тогда же он был освобождён. Начало Великой Отечественной войны встретил, находясь в запасе РККА. В октябре 1941 года назначен начальником военной кафедры Одесского института инженеров водного транспорта, который находился в эвакуации в Ростове-на-Дону, а уже в ноябре был эвакуирован в Самарканд. Вновь зачислен в РККА после своих многократных просьб только 3 июня 1942 года и назначен начальником отдела всевобуча штаба Приволжского военного округа.
13 июля 1943 года Приказом ГУК НКО назначен начальником штаба 80-го стрелкового корпуса, который находился на формировании в том же округе, с 27 июля врид командира корпуса. После завершения формирования с 22 августа корпус вошёл в состав 3-й армии Брянского фронта и участвовал в Брянской наступательной операции. 14 сентября 1943 года Фогель, с приходом вновь назначенного командира, вступил в исполнение обязанностей заместителя командира этого корпуса. С середины октября 1943 года — заместитель командира 41-го стрелкового корпуса в той же армии.
С 16 ноября 1943 года полковник Я. Я. Фогель был допущен к исполнению должности командира 120-й гвардейской стрелковой Краснознамённой дивизии, входившей в 41-й стрелковый корпус 3-й армии Белорусского фронта. С 23 ноября дивизия участвовала в Гомельско-Речицкой наступательной операции, в ходе которой её части овладели 31 населённым пунктом, ко 2 декабря они вышли к Днепру и заняли оборону по его рубежу.
15 февраля 1944 года дивизия вновь перешла в наступление и участвовала в Рогачевско-Жлобинской наступательной операции, в ходе которой форсировала Днепр и освободила город Рогачёв. В ознаменование одержанной победы приказом ВГК от 26 февраля 1944 года ей было присвоено наименование «Рогачёвская»
, а 2 марта 1944 года, её командир полковник Фогель был представлен командиром 41-го стрелкового корпуса генерал-майором В. К. Урбановичем к званию Героя Советского Союза, данное представление поддержал командующий войсками 3-й армии генерал-лейтенант А. В. Горбатов,. Однако командующий войсками 1-го Белорусского фронта генерал армии К. К. Рокоссовский понизил статус награды до ордена Ленина.
После завершения операции дивизия заняла оборону по реке Друть. С 24 июня 1944 года дивизия в составе тех же корпуса и армии 1-го Белорусского фронта участвовала в Белорусской наступательной операции (с 5 июля — в составе 2-го Белорусского фронта). В ходе Бобруйской операции она прорвала оборону противника и наступала севернее Бобруйска. Её части совместно с другими соединениями армии и фронта замкнули кольцо окружения вокруг бобруйской группировки противника и участвовали в её ликвидации. Затем в ходе Минской наступательной операции дивизия вела преследование отступающего противника в направлении на Минск. После освобождения Минска дивизия продолжила успешное наступление в рамках Белостокской наступательной операции. С 24 июня по 8 июля 1944 года дивизия прошла с боями от реки Друть до Новогрудка, участвовала в освобождении 250 населённых пунктов, захватила 51 орудие, 39 миномётов, 67 пулемётов, 80 автомашин противника, взяла в плен более 2800 гитлеровцев. В бою 8 июля 1944 года генерал-майор Я. Я. Фогель западнее города Волковыск был смертельно ранен. 9 июля он скончался от ран в госпитале.
Похоронен в городском парке города Дятлово Гродненской области в одной могиле с Героем Советского Союза гвардии полковником П. Г. Петровым.
Указом Президиума Верховного Совета СССР от 10 апреля 1945 года «за прорыв сильно укреплённой обороны противника на реке Друть и бои за город Новогрудок, проявленные при этом мужество и героизм» гвардии генерал-майору Фогелю Яну Яновичу посмертно присвоено звание Героя Советского Союза.

## Воинские звания
- Комбриг (26.11.1935)
- Полковник (27.01.1943)
- Генерал-майор (3.06.1944)

## Награды
- Медаль «Золотая Звезда» Героя Советского Союза (10.04.1945, посмертно);
- Два ордена Ленина (23.07.1944, 10.04.1945 посмертно);
- Орден Отечественной войны I степени (24.12.1943);
- Орден Красной Звезды (1936);
- Медаль «XX лет Рабоче-Крестьянской Красной Армии» (22.02.1938).

Приказы (благодарности) Верховного Главнокомандующего в которых отмечен Я. Я. Фогель
- За овладение городом и крупным железнодорожным узлом Волковыск — важным опорным пунктом обороны немцев, прикрывающим пути на Белосток. 14 июля 1944 года. № 138.

## Память
- Именем Фогеля названы улицы в городах Минске[18], Валмиере, Дятлово[19], деревне Малюшичи Кореличского района
- В 2,5 километрах северо-восточнее деревни Малюшичи, на месте смертельного ранения Фогеля, установлен памятный знак.
- В Дятлово на братской могиле установлен памятник Героям Советского Союза Яну Фогелю и Павлу Петрову